# شالي (الشيشان)
شالي (بالروسية: Шали) هي إحدى مدن روسيا في الكيان الفدرالي الروسي الشيشان.

## المناخ
يظهر الجدول التالي التغييرات المناخية على مدار السنة لشالي:
| البيانات المناخية لـشالي          | البيانات المناخية لـشالي | البيانات المناخية لـشالي | البيانات المناخية لـشالي | البيانات المناخية لـشالي | البيانات المناخية لـشالي | البيانات المناخية لـشالي | البيانات المناخية لـشالي | البيانات المناخية لـشالي | البيانات المناخية لـشالي | البيانات المناخية لـشالي | البيانات المناخية لـشالي | البيانات المناخية لـشالي | البيانات المناخية لـشالي |
| الشهر                             | يناير                    | فبراير                   | مارس                     | أبريل                    | مايو                     | يونيو                    | يوليو                    | أغسطس                    | سبتمبر                   | أكتوبر                   | نوفمبر                   | ديسمبر                   | المعدل السنوي            |
| --------------------------------- | ------------------------ | ------------------------ | ------------------------ | ------------------------ | ------------------------ | ------------------------ | ------------------------ | ------------------------ | ------------------------ | ------------------------ | ------------------------ | ------------------------ | ------------------------ |
| متوسط درجة الحرارة الكبرى °م (°ف) | 1.1 (34.0)               | 2.8 (37.0)               | 8.2 (46.8)               | 17.0 (62.6)              | 23.0 (73.4)              | 27.3 (81.1)              | 30.0 (86.0)              | 29.4 (84.9)              | 24.1 (75.4)              | 16.6 (61.9)              | 9.2 (48.6)               | 3.5 (38.3)               | 16.0 (60.8)              |
| المتوسط اليومي °م (°ف)            | −2.3 (27.9)              | −1.0 (30.2)              | 3.9 (39.0)               | 11.2 (52.2)              | 17.1 (62.8)              | 21.3 (70.3)              | 24.2 (75.6)              | 23.5 (74.3)              | 18.4 (65.1)              | 11.7 (53.1)              | 5.5 (41.9)               | 0.4 (32.7)               | 11.2 (52.1)              |
| متوسط درجة الحرارة الصغرى °م (°ف) | −5.7 (21.7)              | −4.8 (23.4)              | −0.4 (31.3)              | 5.4 (41.7)               | 11.2 (52.2)              | 15.4 (59.7)              | 18.4 (65.1)              | 17.6 (63.7)              | 12.8 (55.0)              | 6.8 (44.2)               | 1.8 (35.2)               | −2.6 (27.3)              | 6.3 (43.4)               |
| الهطول مم (إنش)                   | 22 (0.9)                 | 25 (1.0)                 | 25 (1.0)                 | 39 (1.5)                 | 65 (2.6)                 | 78 (3.1)                 | 60 (2.4)                 | 47 (1.9)                 | 41 (1.6)                 | 34 (1.3)                 | 31 (1.2)                 | 24 (0.9)                 | 491 (19.4)               |
| المصدر:                           |                          |                          |                          |                          |                          |                          |                          |                          |                          |                          |                          |                          |                          |

## أعلام
- زاور ساداييف